# Андреево-Базарское сельское поселение
Андре́ево-База́рское се́льское поселе́ние (чув. Энтри Пасар ял тӑрӑхӗ) — муниципальное образование в Козловском районе Чувашской Республики.
Административный центр поселения — деревня Андреево-Базары.

## География
Площадь поселения составляет 5533 км².

## История
Поселение образовано в 2006 году.

## Население
| 2010 | 2012  | 2013  | 2014  | 2015  | 2016  | 2017  | 2018  | 2019 |
| ---- | ----- | ----- | ----- | ----- | ----- | ----- | ----- | ---- |
| 1211 | ↘1165 | ↘1159 | ↘1143 | ↘1115 | ↘1087 | ↘1044 | ↘1025 | ↘982 |
| 2020 | 2021  |       |       |       |       |       |       |      |
| ↘965 | ↘934  |       |       |       |       |       |       |      |

Численность населения — 1380 человек, в основном чуваши.

## Состав сельского поселения
| №  | Населённый пункт  | Тип населённого пункта          | Население |
| -- | ----------------- | ------------------------------- | --------- |
| 1  | Аблязово          | деревня                         | ↗46       |
| 2  | Айдарово          | деревня                         | ↘16       |
| 3  | Андреево-Базары   | деревня, административный центр | ↗463      |
| 4  | Калугино          | деревня                         | ↗50       |
| 5  | Кудемеры          | деревня                         | ↗103      |
| 6  | Новое Шутнерово   | деревня                         | ↘114      |
| 7  | Олмалуй           | деревня                         | ↗14       |
| 8  | Пиженькасы        | деревня                         | ↗102      |
| 9  | Чувашское Исенево | деревня                         | ↘22       |
| 10 | Шималахово        | деревня                         | ↗8        |
| 11 | Шутнерово         | село                            | ↗124      |
| 12 | Янтиково          | деревня                         | ↗287      |

## Местное самоуправление
Главы сельского поселения
- Алиса Георгиевна Скворцова
- Николай Ильич Сергеев

## Экономика
На 1 января 2006 года на территории поселения зарегистрировано:
- 2 сельскохозяйственных предприятия;
- 35 крестьянских (фермерских) хозяйств;
- 7 предприятий тоорговли;
- 2 предприятия общественного питания.

Также действуют:
- отделение связи,
- АТС,
- Андреево-Базарская модельная библиотека;
- Калугинская сельские библиотека;
- офис врача общей практики и 2 фельдшерско-акушерских пункта;
- Андреево-Базарский Дом культуры и 5 сельских клубов;
- Андреево-Базарская средняя общеобразовательная школа;
- Кудемерская основная общеобразовательная школа;
- Янтиковская основная общеобразовательная школа.

## Знаменитые люди
- В д. Андреево-Базары родился заслуженный деятель науки ЧАССР, доктор филологических наук, профессор В. Г. Егоров.
- В д. Кудемеры родился и вырос П. Н. Осипов. Один из основателей чувашской драматургии, кандидат медицинских наук, работал министром здравоохранения ЧАССР.
- В д. Аблязово родился кандидат экономических наук Н. М. Николаев. Был министром лесного хозяйства ЧАССР.